# Pere Esquerdo Esquerdo
Pere Esquerdo Esquerdo (La Vila Joiosa, Marina Baixa, 29 de novembre de 1851 - 29 de maig de 1922) va ser un doctor en medicina valencià, deixeble del Dr. Bartomeu Robert. Va ser el fundador d'una nissaga de metges i homes de ciència de gran prestigi en la Barcelona de finals del XIX i la primera meitat del XX, entre els quals cal destacar el seu germà el Dr. Àlvar Esquerdo Esquerdo (1853-1921), cirurgià de l'Hospital del Sagrat Cor i fundador del servei de Ginecologia de l'Hospital de la Santa Creu, i els seus fills Francisco Esquerdo Rodoreda (1883-1956), cap del servei de Medicina Interna de l'Hospital de la Santa Creu i Pedro Esquerdo Rodoreda (1899-1936), doctor en farmàcia i en ciències químiques, director i professor del Laboratori de la Càtedra de Patologia Mèdica del professor Agustí Pedro Pons.

## Biografia
D'origen humil, Pere Esquerdo cursà els seus primers estudis a la seva vila natal, la Vila Joiosa, i el batxillerat a Alacant. Cap al 1870 es va traslladar a Barcelona per a estudiar la carrera de medicina, estudis que tant ell com el seu germà Àlvar sufragaren treballant de barbers en la Barceloneta. Es llicencià el 1874 amb premi extraordinari i es doctorà a Madrid l'any següent amb la mateixa qualificació.
En 1882 guanyà la plaça de metge de l'Hospital de la Santa Creu i un any després la de Professor Clínic i Auxiliar de Patologia i Clínica Mèdica a la Facultat de Medicina de Barcelona.
Qui millor el va retratar fou Víctor Català a les planes de revista Il·lustració Catalana (març de 1917): El Dr. Esquerdo "Té les faccions granades i fermes i la figura sòlidament campada, com feta expressament per al marbre o el bronze estatuari. Tot Barcelona i la meitat de Catalunya el coneix personalment, tots saben de la seva ciència i tots l'han posada a prova. Té, doncs, el prestigi de les coses consagrades, i l'eficàcia, encara sencera, de l'actuació present. La seva vida ha estat una imparable, una ardida lluita vers l'altura i el triomf ha coronat el seu esforç i el seu coratge. Cap vida més noblement emprada i coronada que aquesta, cap vida més útil i ideal alhora, cap vida més fecunda i ben orientada, més beneficiosa a l'individu i a la societat. Una vida com triada per estotjar-la en l'exemplari estimulador i guiador de joveneses honradament ambiciosos. El Dr. Esquerdo, el savi popular entre els profans i entre els savis, el mestre venerat entre els deixebles i entre els mestres, és tota una institució a casa nostra, ell és un dels homes que donen a la nostra ciutat, executòria de gran ciutat, que la fan albiradora i respectable als ulls forans".
El 7 de desembre de 1883, amb tan sols 32 anys, Pere Esquerdo ingressà en la Reial Acadèmia de Medicina i Cirurgia de Barcelona.
Casat el 1877 amb Matilde Rodoreda Santigós (Barcelona 1859 – 1945), germana del músic i compositor català Josep Rodoreda Santigós (Barcelona 1851 – Buenos Aires 1921), autor de la música del Virolai a la Verge de Montserrat, el 1916 el matrimoni Esquerdo creà tres beques per a estudiants de medicina, que guanyaren els doctors Saval, Pañella i Fabià Isamat, i una altra per a estudiants de batxillerat, que guanyà el pare del fotògraf Xavier Miserachs: "Dije -al hacer entrega oficial ante la Junta de profesores de esta Universidad, en que cursé mis estudios, del documento subscrito por mi esposa y por mí, relativo a la fundación de cuatro becas- que, convencido de que el resurgimiento patrio se sólo un problema de cultura, deseaba contribuir a su solución de una manera modestísima, y en la fundación de becas he querido demostrar mi gratitud a mi patria nativa, Villajoyosa, a mi patria adoptiva, Barcelona y a la Medicina catalana, sin que con ello pretendiera pagar mi deuda, y señalé cuanto influyeron en mi decisión, el recuerdo de mis padres y el del humilde maestro que inculcó en mi inteligencia las primeras nociones del saber".
Fou President de l'Acadèmia i Laboratori, de l'any 1884 al 1888 i membre de la Junta de la Casa de la Caritat de Barcelona (1883-1887). Fou director-redactor de la Revista de Medicina (1882-1883) i redactor de Independencia Médica, Archivos de Cirugía i Gaceta Médica Catalana (1877-1880). El 1907 fou membre del consell de redacció de la revista mensual Annals de Medicina.
Entre les seves publicacions cal destacar:
- Estudios de Clínica Médica (1881).
- Diagnóstico y terapéutica de los aneurismas aórticos (1882).
- Lecciones de Clínica Médica (1897).
- La observación en la medicina.

Afeccionat a l'òpera, el Dr. Esquerdo posseïa una llotja en el Teatre del Liceu. Allí es trobava ell, en companyia de la seva dona Matilde, la seva filla Valeria i la seva neboda Cecilia Rodoreda, la tràgica nit del 7 de novembre de 1893 en la que l'anarquista Santiago Salvador va llançar dues bombes al pati de butaques.
El Dr. Pere Esquerdo morí a la seva vila natal el 29 de maig de 1922 a l'edat de 70 anys: "Los años -explicava el Dr. Arteaga- no menguaron ni su afición al estudio ni su actividad profesional. Parece imposible que hubiera podido alcanzar casi a la edad de setenta años con la gallardía que demostraba, soportando la dura labor de la profesión penosa lo moral y en lo físico, pues hasta hace muy pocos años dormía cinco o seis horas".
En la sessió necrològica (15 de juny de 1923) organitzada pel cos facultatiu de l'Hospital de la Santa Creu, el Dr. Antoni Jaumandreu escriví:
| « | La desaparició del Dr. Esquerdo del regne dels vius deixa un buid impossible d'emplenar; no ja el buid que tota mort representa per a un determinat nombre d'amics, sinó un buid irreparable per a tota Barcelona, un buid les conseqüències dels quals sols el temps, amb sa mà carinyosa, està en situació de compensar. Al difondre's la trista nova de sa mort, no és ja la família solament, no són sos amics, és la ciutat en pes la que es condol de l'esdeveniment. I és que el Dr. Esquerdo, com a metge consultor, constituïa una autoritat científica indiscutible, amb la qual se comptava sens excepció, essent tanta sa fama, que no hi havia cas greu o desesperat en què no es recorregués a sos consells. Cridat en junta, la seua entrada en la casa del malalt, constituïa sempre un motiu d'esperança, constituïa sempre un esdeveniment que no s'esborrarà amb tanta facilitat de la memòria dels milers d'habitants de Barcelona que en una o altra ocasió sol·licitaren los auxilis seus. I se comprèn que els qui un dia, en un moment de desesperació, davant un malalt greu en llur família, recorregueren a ell, servaran eterna memòria d'instants tan crítics, i associant aquesta recordança amb la del consultor que els haurà mostrat un camí per a la salvació del ser volgut en perill de mort, se juntaran avui amb nosaltres per a retre el merescut homenatge a l'il·lustre finat. | » |